# Ecclesia de Eucharistia
Ecclesia de Eucharistia (em português: "Igreja da Eucaristia") é o título de uma encíclica promulgada no dia 17 de abril de 2003, pelo Papa João Paulo II. 
A encíclica trata da relação da Igreja Católica com o seu mais precioso bem: o sacramento da Eucaristia, o Corpo e o Sangue de Jesus Cristo, nas espécies (formas) de Pão e de Vinho. O Papa apresenta a Eucaristia como o verdadeiro centro da vida do Cristão e, principalmente, da vida do Padre. Este precisa ter uma união íntima com a Eucaristia, que é o próprio Jesus Cristo vivo e presente na sua Igreja, para que a sua vida pessoal e pastoral seja plenamente realizada, e para que, por consequência, a própria Igreja seja edificada, através da celebração do Mistério Pascal de Cristo, a Santa Missa.

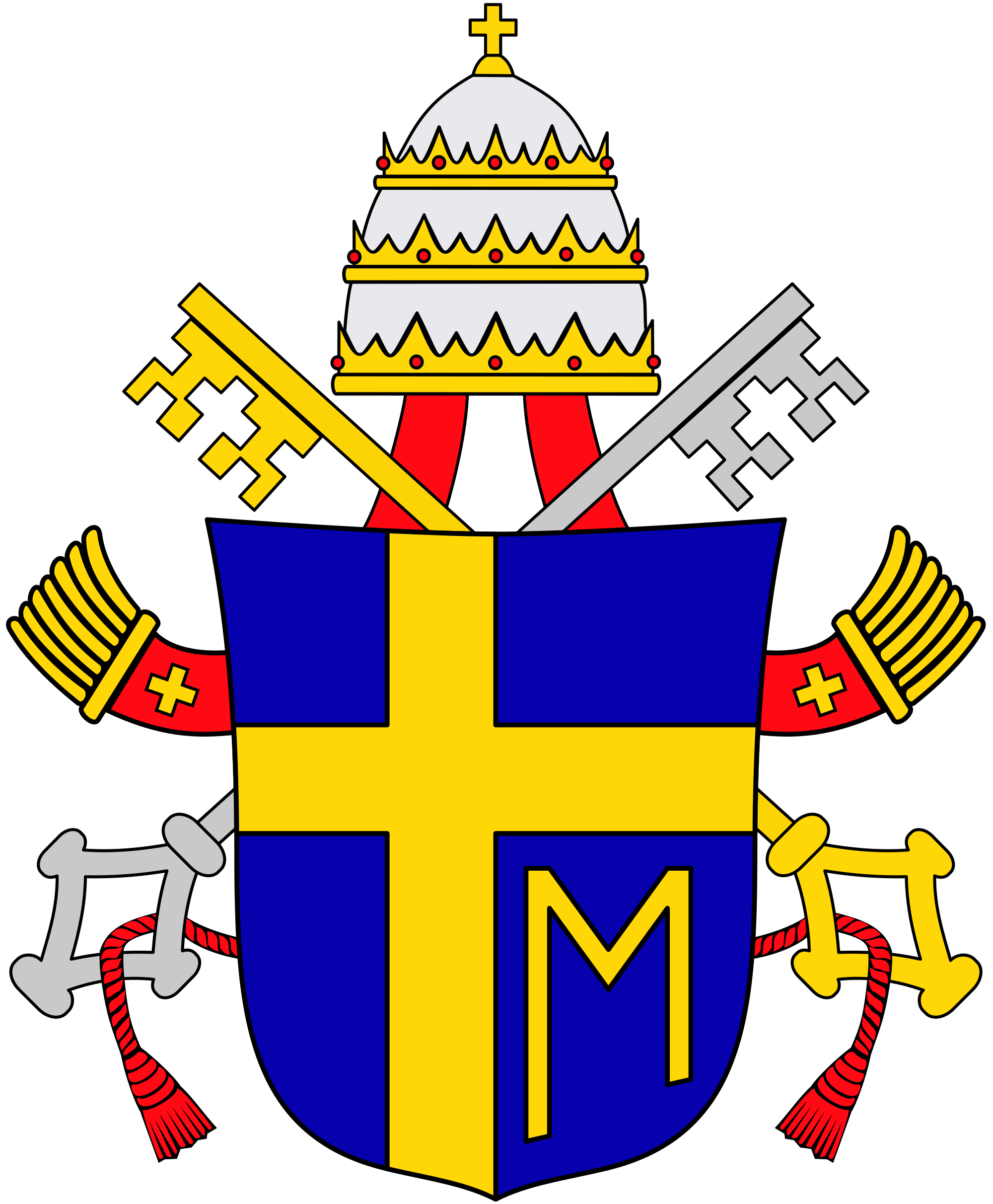
Brasão pontifício de João Paulo II

## Índice da Encíclica
- Dedicatória
- Introdução
- Capítulo I: Mistério da Fé
- Capítulo II: A Eucaristia edifica a Igreja
- Capítulo III: A Apostolicidade da Eucaristia e da Igreja
- Capítulo IV: A Eucaristia e a Comunhão Eclesial
- Capítulo V: O Decoro da Celebração Eucarística
- Capítulo VI: Na Escola de Maria, Mulher "Eucarística"
- Conclusão